# Kennitala
Le kennitala est un numéro d'identification national en Islande.

## Présentation
Le kennitala est un numéro d'identification attribué à chaque Islandais à la naissance. Il est constitué de 10 chiffres, dont les six premiers correspondent à la date de naissance et le dernier au siècle de naissance (par exemple 9 pour le XXe siècle et 0 pour le XXIe siècle),.
Il est utilisé dans un cadre administratif (soins médicaux, prestations sociales, fiscalité) mais aussi lors de transactions commerciales. Il est ainsi nécessaire pour louer un appartement, ouvrir un compte en banque, payer une facture ou acheter une voiture, par exemple.
Le kennitala figure aussi sur les cartes bancaires et chaque entreprise en possède également un. Il est donc nécessaire à obtenir pour tout étranger qui souhaiterait s'installer en Islande,. À cette fin, il faut s'inscrire au registre national de population.